# Kolozs
Kolozs was een comitaat in het koninkrijk Hongarije. Het lag in het noordwesten van Transsylvanië, nu Roemenië. De hoofdstad was Kolozsvár, hedendaags Cluj-Napoca.

## Geografie
Kolozs grensde aan de comitaten Bihar, Szilágy, Szolnok-Doboka, Beszterce-Naszód, Maros-Torda en Torda-Aranyos. De rivieren Crişul Repede en Someşul Mic vloeiden door de streek.

## Geschiedenis
Kolozs ontstond in de 11de eeuw. Na de val van Oostenrijk-Hongarije in 1918 werd het gebied ingelijfd door Roemenië, wat in 1920 werd bevestigd door het Verdrag van Trianon. Het valt nu grotendeels samen met het huidige Roemeense district Cluj, maar enkele delen van het noordwesten liggen in het district Sălaj, van het noordoosten in Bistriţa-Năsăud en van het zuidoosten in het district Mureş.

## Bevolking
In 1910 had het comitaat 286.687 inwoners. De bevolkingsverdeling volgens moedertaal was:
- Roemeens = 161.279 (56%)
- Hongaars = 111.439 (40%)
- Duits = 8.386 (3%)

Nu nog steeds leeft er in de streek een Hongaarse minderheid van om en bij de 20%.

## Onderverdeling
In het begin van de 20ste eeuw werd het comitaat Kolozs opgedeeld in:
| Districten (járás)                       | Districten (járás)      |
| District                                 | Hoofdstad               |
| ---------------------------------------- | ----------------------- |
| Bánffyhunyad                             | Bánffyhunyad (Huedin)   |
| Gyalu                                    | Gyalu (Gilău)           |
| Hídalmás                                 | Hídalmás (Hida)         |
| Kolozsvár                                | Kolozsvár (Cluj-Napoca) |
| Mezőörményes                             | Mezőörményes (Urmeniş)  |
| Mocs                                     | Mocs (Mociu)            |
| Nádasment                                | Kolozsvár (Cluj-Napoca) |
| Nagysármás                               | Nagysármás (Sărmaşu)    |
| Teke                                     | Teke (Teaca)            |
| Stadsgewest (törvényhatósági jogú város) |                         |
| Kolozsvár (Cluj-Napoca)                  |                         |
| Stadsdistrict (rendezett tanácsú város)  |                         |
| Kolozs (Cojocna)                         |                         |